# Gösta Ågren
Pour les articles homonymes, voir Ågren.
Sven Gösta Ågren (né le 3 aout 1936 à Nykarleby et mort le 24 juin 2020) est un poète et cinéaste finlandais. 
Il écrit son œuvre en suédois, sa langue maternelle, et est très apprécié en Finlande et en Suède.

## Œuvre

### Écrits
- I det stora hela, 2011
- von Bödelns nattvard, 2007
- Bottniska nätter: dikter, 2009
- Här i orkanens blinda öga, 2006
- En arkadisk sång, 2003
- Detta liv, 2001
- Den finlandssvenska dikten osa 14, 2001
- Bortom Nostradamus, 2000
- Dranga, 1998
- Timmermannen, 1996
- Kväll över seklet, 1994
- Hid, 1992
- En dal i våldet runoja 1955–1985, valikoima, 1990
- Städren, 1990
- Jär, 1988
- Den andre guden, 1985
- Vår historia, 1977, chronique du destin des Suédois de Finlande
- Hammarbandet, 1975, un livre sur les bateaux paysans en Ostrobotnie
- Natten har djup för oss alla, 1974
- Han kommer, han kommer, 1973
- Massmöte på jorden, 1972
- Cellens dagrar, 1970
- Dan Anderssons väg, 1970 (réédition 1988)
- Ågren, 1968
- Kungörelser, 1965
- Säg farväl åt natten, 1963
- Din makt är alltför stor, 1962
- Ett brev från Helsingfors, 1961
- Emigrantresan, 1960, reportage et essai
- Jordlös bonde, 1956

### Films
- Täällä alkaa seikkailu, 1965
- Lapualaisballadi, 1969

## Prix et récompenses
- Prix Finlandia, 1988
- Médaille Pro Finlandia, 2006
- Prix Finlande de l'Académie suédoise, 2001
- Prix Tollander, 1986